# 湖南省开元博物馆
湖南省开元博物馆，位于中国长沙，成立于2010年，是由黄彬荣创办的私人博物馆。

## 历史沿革
2007年2月，在郴州创办前身开元古玩收藏馆。2009年10月，在长沙创办前身开元珍藏馆。
2010年9月3日，经湖南省文物局批准设立湖南省开元博物馆。2010年10月1日，湖南省开元博物馆开馆。
2010年7月7日，湖南省文化厅厅长周用金、省文物局局长陈远平来馆考察。2011年7月4日，中国国家文物局局长、党组书记单霁翔来馆参观指导。
2011年，入选中国十大私立博物馆。
2013年4月，国家和省级文物专家组对开元博物馆的3万余件（套）藏品进行了鉴定分级，鉴定结果为：一级文物18件（套），二级文物41件（套），三级文物：484件（套），一般文物3830件。
2013年6月，湖南省华信求是地产矿产与资产评估有限公司对馆内9170件（套）藏品的市场价值进行评估，评估结果为藏品价值为439172万元。

## 展馆藏品
博物馆藏品品类以华夏名匾、中医药古秘方、传统银器为主，以奇石矿物晶体、古沉香木器物及其他为辅，藏品数量达三万余件。

### 华夏名匾馆
华夏名匾馆收藏了近千块匾额，时间跨度涵盖东汉至近代，类别涵盖：宫廷匾、三甲匾、各级官员匾、民国将领匾、三湘名流匾、知名书画家匾、堂匾等，其中包括：
- 东汉光武帝驸马郭璜所题的《超然》匾。
- 唐代郭子仪后裔郭延嵩所题的“枢密第”匾。
- 北宋状元蔡齐所题的“殿元”匾。
- 明代朱元璋重开科举的匾额。
- 明代永乐、景泰、隆庆的圣旨匾额。
- 清代乾隆、嘉庆、同治、慈禧、恭亲王奕昕等人的匾额。
- 清代名臣曾国藩、李鸿章、林则徐、左宗棠、张之洞、康有为、詹天佑等人的匾额。
- 民国孙中山、蔣介石、袁世凯、徐世昌、段祺瑞、孙传芳、谭延闿等人的匾额。
- 文革时刘少奇所书的“与群共夺”匾。
- 书画名家何绍基、戴熙、张廷玉陶铸等人的对联匾额。

### 传统银器馆
传统银器馆藏品数量达7000余件，涵盖了春秋战国至民国时期，类别有银质香薰炉、摆件、酒具、盘、壶、发饰、帽饰、首饰、配饰、颈饰、杂件等。

### 中医药古秘方馆
中医药古秘方馆收录及装订了中医秘籍手写本近三千册、疑难病治疗秘方十万余个，时间涵盖明末到民国。

### 古沉香木馆
古沉香木馆收藏品类包括：古沉香木雕佛像、文房器物、白木家具等。

### 其它展馆
其它展馆还包括奇石矿物晶体馆、科举文化馆、近代史馆、名木家具馆等。